# Escola neoplatônica de Pérgamo

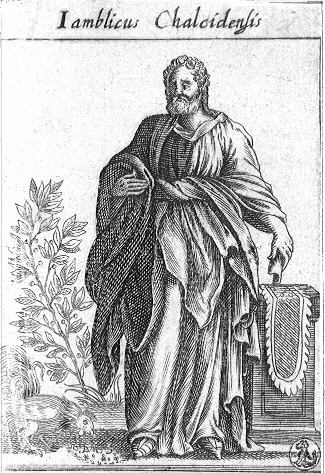
Jâmblico de Cálcis

A Escola neoplatônica de Pérgamo, foi fundada por Edésio da Capadócia, discípulo de Jâmblico de Cálcis, na cidade grega de Pérgamo (atual Bergama e antiga Teutrania).

## Histórico
A escola de Pérgamo foi quase como um desdobramento da escola Síria, e cujo fundamento ocorreu depois do retorno de Jâmblico à Roma. Fora, entretanto, seu discípulo, Edésio da Capadócia quem propriamente iniciou o trabalho de organização da escola e . Lá, além das referências neoplatônicas postulares de ensino, se estudava também as doutrinasesotéricas, gnósticas, sobre a teurgia a doutrina dos Caldeus (a magia dos Caldeus), matérias apreendidas de Jâmblico, que havia redefinido em pontos os conceitos neoplatônicos disciplinares.
O período de maior atividade da escola se encontra entre os anos 335 e 350 e entre os alunos destacados de Edésio, estavam Máximo,  que posteriormente vai ensinar em Éfeso (antiga Anatólia) sua terra de origem, Crisâncio de Sardes, que posteriormente vai ensinar em Sardes, Eusébio de Mindo  e Prisco de Epiro, que posteriormente vai ensinar em Atenas e fora através destes discípulos que o imperador Juliano tomou contato com o neoplatonismo e reascendeu em si a chama de reimplantar o paganismo ou mitraísmo no império.

## Juliano, o Apóstata
Juliano, em 351, chegara em Pérgamo para tomar estudos na escola neoplatônica da cidade, teve lições com Edésio e alguns de seus discípulos e, no ano seguinte, foi para Éfeso na intenção continuar seu treinamento e para aprender as ”artes mágicas”, praticadas por Máximo,   que havia deixado Pérgamo (350) e fora para Éfeso para estabelecer ali uma ramificação do neoplatonismo. Mas será em Prisco que Juliano encontrará um amigo e um mestre e será ele quem estará presente no leito de morte do imperador, consolando-o na hora derradeira, ”...atingiu extrema velhice, desapareceu com templosgregos”.

## Discípulos de Edésio
Dentre os alunos de Edésio, os de maior destaque foram Crisâncio e Eusébio de Mindo, os quais à solicitação de Juliano, foram indicados por Édésio, para fazerem parte do tribunal do imperador e auxiliá-lo na ressuscitação projetada de helenismo. Pairam incertezas sobre a aceitação de ambos, se foi aceita, rejeitada ou aceita em parte, em detrimento a isto o fato é que o ambiente neoplatônico de Pérgamo tornou-se o centro de combate de reestruturação da velha cultura pagã contra o Cristianismo nascente.
Outro aluno de Edésio, de denotado destaque foi Prisco de Epiro, que vai estabelecer o neoplatonismo em Atenas e com isso criar um elo entre uma antiga tradição já preexistente na região e os ensinamentos neoplatônicos de Jâmblico de Cálcis.

## Escola de Éfeso
Da ramificação neoplatônica em Éfeso pouco se sabe, Máximo ensinou por algum tempo inclusive a cristãos, um destes foi Sisínio, que tornou-se mais tarde um Novaciano e bispo de Constantinopla. Em seguida Máximo abandonou a escola e foi acompanhar ao imperador Juliano em suas campanhas.

## Escola de Sardes
Poucas são as informações sobre a escola de Sardes, cuja iniciação deveu-se a Crisâncio de Sardes.